# Bloodfist III: La legge del drago
Bloodfist III: La legge del drago (Bloodfist III: Forced to Fight) è un film del 1992 diretto da Oley Sassone . È il seguito di Bloodfist II ed è stato seguito da Bloodfist IV: Rischio di morte, uscito solamente per il mercato home video.

## Trama
Jimmy Boland, un uomo di origini giapponesi e nato a Los Angeles, sta scontando una pena in un penitenziario della città dopo essere stato condannato ingiustamente per omicidio avvenuto durante una rissa al bar, viene trasferito in quella più dura della prigione dopo aver ucciso un altro detenuto per vendetta. Viene messo in cella insieme ad un avvocato di nome Samuel Stark anche lui condannato ma per un altro crimine, e inizia a fare il suo tempo, fino a quando non viene coinvolto in una serie di combattimenti organizzati da un losco direttore del carcere.